# Kenneth Pike
Pour les articles homonymes, voir Pike.
 (mai 2024).
 (octobre 2023).
La mise en forme du texte ne suit pas les recommandations de Wikipédia : il faut le « wikifier ».
Les points d'amélioration suivants sont les cas les plus fréquents :
- Les titres sont pré-formatés par le logiciel. Ils ne sont ni en capitales, ni en gras.
- Le texte ne doit pas être écrit en capitales (les noms de famille non plus), ni en gras, ni en italique, ni en « petit »…
- Le gras n'est utilisé que pour surligner le titre de l'article dans l'introduction, une seule fois.
- L'italique est rarement utilisé : mots en langue étrangère, titres d'œuvres, noms de bateaux, etc.
- Les citations ne sont pas en italique mais en corps de texte normal. Elles sont entourées par des guillemets français : « et ».
- Les listes à puces sont à éviter, des paragraphes rédigés étant largement préférés. Les tableaux sont à réserver à la présentation de données structurées (résultats, etc.).
- Les appels de note de bas de page (petits chiffres en exposant, introduits par l'outil «  Source ») sont à placer entre la fin de phrase et le point final[comme ça].
- Les liens internes (vers d'autres articles de Wikipédia) sont à choisir avec parcimonie. Créez des liens vers des articles approfondissant le sujet. Les termes génériques sans rapport avec le sujet sont à éviter, ainsi que les répétitions de liens vers un même terme.
- Les liens externes sont à placer uniquement dans une section « Liens externes », à la fin de l'article. Ces liens sont à choisir avec parcimonie suivant les règles définies. Si un lien sert de source à l'article, son insertion dans le texte est à faire par les notes de bas de page.
- La présentation des références doit suivre les conventions bibliographiques. Il est recommandé d'utiliser les modèles {{Ouvrage}}, {{Chapitre}}, {{Article}}, {{Lien web}} et/ou {{Bibliographie}}. Le mode d'édition visuel peut mettre en forme automatiquement les références.
- Insérer une infobox (cadre d'informations à droite) n'est pas obligatoire pour parachever la mise en page.

Pour une aide détaillée, merci de consulter Aide:Wikification.
Si vous pensez que ces points ont été résolus, vous pouvez retirer ce bandeau et améliorer la mise en forme d'un autre article.
 (octobre 2023).
Kenneth Lee Pike, né le 9 juin 1912 et mort le 31 décembre 2000, est un linguiste, anthropologue et missionnaire américain. Ses recherches et publications ont eu un impact significatif sur les domaines de la linguistique et de l'anthropologie. Les contributions de Pike allaient de l'élaboration de théories linguistiques à la pratique linguistique missionnaire, laissant ainsi une empreinte sur l'étude du langage et de la culture.

## Jeunesse et éducation
Kenneth Pike est né le 9 juin 1912 à Woodstock, dans le Connecticut, aux États-Unis. Il a manifesté un intérêt précoce pour les langues, ce qui l'a amené à poursuivre ses études de premier cycle au Gordon College of Theology and Missions à Boston, se spécialisant en grec et en théologie. Pike a ensuite obtenu son diplôme en théologie au Gordon Divinity School. Par la suite, il a entrepris des études doctorales à l'Université du Michigan, où il a étudié l'anthropologie, la linguistique et la phonétique.

## Théories en linguistique
Les théories novatrices de Pike en linguistique ont eu un impact durable sur le domaine. Il est renommé pour la "Trichotomie de Pike", un cadre qui classe les phénomènes linguistiques en trois niveaux : phonétique, phonémique et morphémique. Ce cadre a jeté les bases de l'analyse linguistique moderne et a fourni une méthode systématique pour examiner la structure des langues.
L'une des contributions les plus influentes de Pike a été son approche de la tagmémique, une théorie linguistique qui se concentre sur les relations grammaticales entre les mots dans une phrase. La tagmémique implique d'analyser le langage en termes d'unités significatives (tagmèmes), mettant en avant l'importance du contexte et du sens dans la compréhension des structures linguistiques.

## Langue et culture
Pike était un ardent défenseur de la relation entre la langue et la culture. Il mettait l'accent sur le fait que la langue et la culture sont indissociables, créant le terme "ethnolinguistique" pour décrire l'étude de cette interconnexion. L'approche de Pike soulignait l'importance de comprendre la culture et la vision du monde d'une communauté à travers sa langue.
Dans son livre Language in Relation to a Unified Theory of the Structure of Human Behavior (1954), Pike a exploré la relation complexe entre la langue, la culture et le comportement. Il a argumenté que la langue reflète les structures cognitives et sociales d'une communauté, mettant en avant le rôle du contexte et des facteurs situationnels dans la communication.

## Missionnaire et éducateur
Outre ses entreprises académiques, Kenneth Pike a été missionnaire au Mexique pendant plusieurs années, où il a étudié les langues et les cultures indigènes. Cette expérience a influencé son travail linguistique et anthropologique, façonnant sa croyance en la nécessité de comprendre la langue dans son contexte culturel.
Plus tard, Pike est devenu professeur à l'Université du Michigan et à l'Institut d'été de linguistique (SIL) de l'Université du Michigan, où il a continué à contribuer de manière significative à la linguistique et à encadrer de nombreux étudiants dans le domaine.

## Héritage
L'héritage de Kenneth Pike perdure à travers ses théories et méthodologies. Son approche multidisciplinaire, combinant la linguistique, l'anthropologie et les études culturelles, a eu un impact considérable sur divers domaines au-delà de la linguistique, notamment la psychologie, la sociologie et l'éducation.
L'accent mis par Pike sur le contexte, le sens et l'intégration de la langue et de la culture a posé les bases de la sociolinguistique moderne et de l'ethnolinguistique. Ses efforts novateurs continuent d'inspirer les linguistes et les chercheurs à explorer la relation complexe entre la langue, la culture et la société.
En conclusion, les contributions remarquables de Kenneth Pike en linguistique, en anthropologie et en travail missionnaire ont laissé une empreinte indélébile dans le monde académique. Ses théories novatrices et son approche holistique de la langue et de la culture ont enrichi de manière significative notre compréhension de la communication humaine et du rôle de la langue dans la formation des sociétés.